# 木卫九
木卫九又稱為「希諾佩」(Sinope)，直徑38公里，是环绕木星运行的一颗卫星。

## 概述
木卫九是一顆逆行的不規則衛星，在 1914年被賽斯·尼克爾森發現，是由希臘神話中的希諾佩（Sinope）命名。
木衛九是直到1975年才有正式的名稱，在那之前它只有一個叫做木星IX的編號，但當時也有人叫它哈底斯。

## 軌道

帕西法爾群

木衛九的離心率非常的大而且軌道非常的傾斜，因此它被歸類於帕西法爾群，而且它受到太陽的攝動，軌道非常的不穩定。根據特殊的軌道和不同的顏色，木卫九可能是一顆被木星捕獲的小行星，跟木星衛星的起源無關。